# Andrea Barnó
Andrea Barnó San Martín (Estella, Navarra, 4 de enero de 1980) es una exjugadora española de balonmano. Ocupaba la demarcación de central.
Fue internacional absoluta con la selección española, con la que logró la medalla de bronce en los Juegos Olímpicos de Londres 2012.

## Biografía
Debutó en División de Honor (Liga ABF) en la temporada 2003/2004 con la Sociedad Deportiva Itxako, donde siempre ha jugado, consiguiendo un subcampeonato de Champions League en 2011. Fue internacional con la selección femenina de balonmano de España, con la que fue convocada por primera vez por Jorge Dueñas, debutando el 31 de mayo de 2008 en Gijón (España). Ha jugado en el campeonato mundial de 2009 en China, en el campeonato de Brasil 2011, donde consiguió la primera medalla de bronce mundial para la selección, en los campeonatos de Europa de 2008 en Macedonia, consiguiendo por primera vez la medalla de plata  y en el Campeonato Europeo Dinamarca y Noruega de 2010. También participó en los Juegos del Mediterrano de 2009 en Pescara. Mide 1,75 m y pesa 64 kg. Debido a la crisis española, Andrea, después de los Juegos Olímpicos de Londres 2012 no encuentra equipo y decide retirarse del balonmano en activo. es de estella